# Ленка Немечкова
Ленка Немечкова (чеськ. Lenka Němečková; нар. 20 квітня 1976) — колишня чеська тенісистка.
Найвищу одиночну позицію світового рейтингу — 72 місце досягла 12 січня 1998, парну — 85 місце — 28 квітня 1997 року.
Здобула 4 одиночні та 1 парний титул.
Найвищим досягненням на турнірах Великого шолома було 2 коло в одиночному та парному розрядах.
Завершила кар'єру 2006 року.

## Фінали турнірів WTA
| Перемога — Легенда                  |
| ----------------------------------- |
| Турніри Великого шлему (0–0)        |
| Турніри Туру WTA (0–0)              |
| Premier Mandatory & Premier 5 (0–0) |
| Premier (0–0)                       |
| International (0–1)                 |

### Одиночний розряд: 1 (1 поразка)
| Результат | Дата     | Турнір                                      | Покриття | Суперниця      | Рахунок  |
| --------- | -------- | ------------------------------------------- | -------- | -------------- | -------- |
| Поразка   | Вер 1997 | Commonwealth Bank Tennis Classic, Індонезія | Тверде   | Домінік Монамі | 1–6, 3–6 |

### Парний розряд: 3 (1–2)
| Перемога — Легенда                  |
| ----------------------------------- |
| Турніри Великого шлему (0–0)        |
| Турніри Туру WTA (0–0)              |
| Premier Mandatory & Premier 5 (0–0) |
| Premier (0–0)                       |
| International (1–2)                 |

| Результат | Ранг | Дата     | Турнір                  | Покриття | Партнерка     | Суперниці                          | Рахунок       |
| --------- | ---- | -------- | ----------------------- | -------- | ------------- | ---------------------------------- | ------------- |
| Поразка   | 1.   | Кві 1997 | Джакарта, Індонезія     | Тверде   | Йосіда Юка    | Керрі-Енн Г'юз Крістін Кунс        | 4–6, 7–5, 5–7 |
| Поразка   | 2.   | Лип 2001 | Gastein Ladies, Австрія | Ґрунт    | Ванесса Генке | Паола Суарес Патрісія Тарабіні     | 4–6, 2–6      |
| Перемога  | 1.   | Жов 2001 | China Open, КНР         | Тверде   | Лізель Губер  | Еві Домінікович Тамарін Танасугарн | 6–0, 7–5      |

## Фінали ITF
| турніри $100,000 |
| турніри $75,000  |
| турніри $50,000  |
| турніри $25,000  |
| турніри $10,000  |

### Одиночний розряд (4–9)
| Результат | Ранг | Дата            | Турнір             | Покриття | Суперниця             | Рахунок          |
| --------- | ---- | --------------- | ------------------ | -------- | --------------------- | ---------------- |
| Поразка   | 1.   | 22 березня 1993 | Мадрид, Іспанія    | Тверде   | Гала Леон Гарсія      | 3–6, 4–6         |
| Перемога  | 2.   | 14 червня 1993  | Марибор, Словенія  | Ґрунт    | Бланка Кумбарова      | 6–0, 6–2         |
| Поразка   | 3.   | 28 червня 1993  | Велп, Нідерланди   | Ґрунт    | Іветте Бастінг        | 0–6, 5–7         |
| Поразка   | 4.   | 24 квітня 1995  | Будапешт, Угорщина | Ґрунт    | Андреа Темешварі      | 4–6, 6–3, 4–6    |
| Поразка   | 5.   | 21 травня 1995  | Тортоса, Іспанія   | Ґрунт    | Вероніка Стеле        | 2-6, 6-2, 4-6    |
| Перемога  | 6.   | 29 липня 1996   | Росток, Німеччина  | Ґрунт    | Сандра Клезель        | 6–2, 7–6         |
| Перемога  | 7.   | 22 вересня 1996 | Софія, Болгарія    | Ґрунт    | Франческа Романо      | 6-2, 6-3         |
| Поразка   | 8.   | 23 лютого 1997  | Богота, Колумбія   | Ґрунт    | Коріна Мораріу        | 2–6, 3–6         |
| Поразка   | 9.   | 24 вересня 2000 | Лечче, Італія      | Ґрунт    | Мая Палавершич        | 2–6, 2–6         |
| Поразка   | 10.  | 4 серпня 2002   | Бриндізі, Італія   | Ґрунт    | Любомира Курхайцова   | 6–7(2), 0–6      |
| Поразка   | 11.  | 29 вересня 2002 | Лечче, Італія      | Ґрунт    | Аранча Парра Сантонха | 3–6, 4–6         |
| Перемога  | 12.  | 28 квітня 2003  | Мальє, Італія      | Ґрунт    | Івана Лісяк           | 5–7, 6–1, 7–6(5) |
| Поразка   | 13.  | 29 червня 2003  | Бостад, Швеція     | Ґрунт    | Яна Главачкова        | 4–6, 6–3, 0–6    |

### Парний розряд (16–15)
| Результат | Ранг | Дата              | Турнір                         | Покриття   | Партнерка                 | Суперниці                             | Рахунок          |
| --------- | ---- | ----------------- | ------------------------------ | ---------- | ------------------------- | ------------------------------------- | ---------------- |
| Перемога  | 1.   | 15 березня 1993   | Сарагоса, Іспанія              | Тверде     | Домініка Горецька         | Гала Леон Гарсія Сільвія Рамон-Кортес | 6–4, 6–1         |
| Перемога  | 2.   | 22 березня 1993   | Мадрид, Іспанія                | Ґрунт      | Домініка Горецька         | Ванесса Кастельяно Алісія Ортуньйо    | 6–4, 6–4         |
| Перемога  | 3.   | 12 квітня 1993    | Нойдерфль, Австрія             | Ґрунт      | Зузана Немшакова          | Павліна Райзлова Івана Гаврлікова     | 4–6, 6–4, 6–2    |
| Перемога  | 4.   | 14 червня 1993    | Марибор, Словенія              | Ґрунт      | Мартіна Гаутова           | Маркета Штускова Алена Вашкова        | 6–7(4), 6–1, 7–5 |
| Перемога  | 5.   | 28 червня 1993    | Велп, Нідерланди               | Ґрунт      | Мартіна Гаутова           | Майя Авотінс Ліза Макші               | 7–5, 7–5         |
| Перемога  | 6.   | 9 серпня 1993     | Мюнхен, Німеччина              | Ґрунт      | Петра Рацлавська          | Івона Хорват Мартіна Гаутова          | 2–6, 6–3, 6–2    |
| Перемога  | 7.   | 29 листопада 1993 | Гавр, Франція                  | Ґрунт (i)  | Людмила Ріхтерова         | Хрістіна Пападакі Джулі Стівен        | 6–1, 7–6(2)      |
| Поразка   | 8.   | 20 червня 1994    | Вальядолід, Іспанія            | Ґрунт      | Ганнеке Кетеларс          | Мотідзукі Хіроко Танака Юка           | 0–6, 6–4, 2–6    |
| Поразка   | 9.   | 27 червня 1994    | Пловдив, Болгарія              | Ґрунт      | Катержина Крупова-Шишкова | Нанне Дальман Жанетта Гусарова        | 4–6, 4–6         |
| Перемога  | 10.  | 29 серпня 1994    | Стамбул, Туреччина             | Тверде     | Петра Рацлавська          | Карін Баккум Майке Каутстал           | 6–2, 6–3         |
| Перемога  | 11.  | 15 травня 1995    | Тортоса, Іспанія               | Ґрунт      | Ева Меліхарова            | Естефанія Боттіні Гала Леон Гарсія    | 6–3, 7–6(5)      |
| Поразка   | 12.  | 3 липня 1995      | Сецце, Італія                  | Ґрунт      | Мая Живець-Шкуль          | Лаура Гарроне Глорія Піццікіні        | 6–7(4), 2–6      |
| Перемога  | 13.  | 31 липня 1995     | Сопот (Польща), Польща         | Ґрунт      | Петра Рацлавська          | Тіна Кріжан Катаріна Студенікова      | 2–0 ret.         |
| Поразка   | 14.  | 23 червня 1996    | Битом, Польща                  | Ґрунт      | Ева Мартінцова            | Деніса Хладкова Радка Пеліканова      | 6–7(0), 4–6      |
| Перемога  | 15.  | 11 серпня 1996    | Сопот (Польща), Польща         | Ґрунт      | Гелена Вілдова            | Кірстін Фрає Зілке Маєр               | 6–0, 6–0         |
| Перемога  | 16.  | 22 вересня 1996   | Софія, Болгарія                | Ґрунт      | Лаура Монтальво           | Теодора Недева Антоанета Пандєрова    | 6–2, 6–0         |
| Поразка   | 17.  | 4 серпня 1997     | Сопот (Польща), Польща         | Ґрунт      | Радка Бобкова             | Светлана Кривенчева Олена Татаркова   | 6–7(7), 3–6      |
| Поразка   | 18.  | 10 серпня 1998    | Братислава, Словаччина         | Ґрунт      | Катаріна Студенікова      | Мілена Неквапілова Гана Шромова       | 2–6, 4–6         |
| Поразка   | 19.  | 15 лютого 1999    | Редбрідж, Велика Британія      | Тверде (i) | Патріція Вартуш           | Нора Кевеш Драгана Зарич              | 1–6, 4–6         |
| Перемога  | 20.  | 28 березня 1999   | Атланта, США                   | Тверде     | Мейлен Ту                 | Кетрін Берклей Каті Шлукебір          | 6-3, 6-3         |
| Поразка   | 21.  | 8 травня 1999     | Братислава, Словаччина         | Ґрунт      | Радка Зрубакова           | Тіна Кріжан Катарина Среботнік        | 1–6, 3–6         |
| Поразка   | 22.  | 20 червня 1999    | Марсель, Франція               | Ґрунт      | Ева Мартінцова            | Хісела Рієра Ралука Санду             | 4–6, 6–7         |
| Поразка   | 23.  | 4 серпня 2002     | Бриндізі, Італія               | Ґрунт      | Любомира Курхайцова       | Флавія Пеннетта Андрея Ехрітт-Ванк    | 3–6, 2–6         |
| Перемога  | 24.  | 16 вересня 2002   | Люксембург (місто), Люксембург | Ґрунт      | Ева Мартінцова            | Ева Фіслова Любомира Курхайцова       | 6–1, 6–4         |
| Поразка   | 25.  | 29 червня 2003    | Бостад, Швеція                 | Ґрунт      | Ванесса Генке             | Яна Главачкова Домініка Лузарова      | 5–7, 2–6         |
| Перемога  | 26.  | 14 липня 2003     | Гархінг-бай-Мюнхен, Німеччина  | Ґрунт      | Анжеліка Бахманн          | Антонія Матіч Лідія Штайнбах          | 6–2, 7–6(7)      |
| Поразка   | 27.  | 21 вересня 2003   | Б'єлла, Італія                 | Ґрунт      | Мартіна Мюллер            | Любомира Курхайцова Лібуше Прушова    | 2–6, 4–6         |
| Перемога  | 28.  | 17 лютого 2004    | Колумбус (Огайо), США          | Тверде (i) | Станіслава Грозенська     | Ліенн Бейкер Франческа Любіані        | 7–6(3), 4–6, 6–3 |
| Поразка   | 29.  | 20 липня 2004     | Інсбрук, Австрія               | Ґрунт      | Станіслава Грозенська     | Альона Бондаренко Галина Фокіна       | 2–6, 4–6         |
| Поразка   | 30.  | 19 грудня 2004    | Бергамо, Італія                | Тверде     | Юлія Шруфф                | Джулія Казоні Франческа Любіані       | 2-6, 3-6         |
| Поразка   | 31.  | 11 липня 2005     | Віттель, Франція               | Ґрунт      | Станіслава Грозенська     | Гана Шромова Рената Ворачова          | 4–6, 4–6         |